# Handball Club Eynatten-Raeren
Maillots
Dernière mise à jour : 8 février 2024.
Le Handball Club Eynatten-Raeren, abrégé en HC Eynatten-Raeren, surnommé HCER est un club belge de handball, situé à Eynatten, hameau de la commune de Raeren, dans la Province de Liège et plus précisément en Communauté germanophone.
Porteur du matricule 156, le club possède une équipe masculine évoluant en Division 1 ainsi qu'une équipe féminine évoluant Division 2. Entre 2000 et 2002, la section masculine remporta trois titres de Champion de Belgique ainsi qu'une Coupe de Belgique. Il demeure encore aujourd’hui l'unique club des Cantons de l'Est à s'être adjugé les deux compétitions.
Anciennement dénommé HC Eynatten, le matricule fusionna en 2008 avec son voisin du HC Raeren 76. Depuis, il constitue, avec son rival du KTSV Eupen 1889, l'unique club germanophone de Belgique. Le HCER est affilié à la LFH.

## Histoire

### Les débuts
Le HC Eynatten a été fondée en 1972 par Walter Schyns, Gerd Brüll et Léo Roderburg, il obtient le matricule 156. Le club ne comporte alors que des équipes de jeunes, les premières équipes adultes étant inscrites en 1976.

### Montée en puissance
En 1991, le club est entraîné par Pierre Chapeaux.
En 2008, le club fusionne avec le club voisin du HC Raeren 76 et devient le HC Eynatten-Raeren.

## Palmarès

### Section masculine
| Compétitions internationales | Compétitions nationales |
| - Ligue des champions (C1) - Premier tour préliminaire : 2000-2001, 2001-2002, 2002-2003 - Coupe Challenge (C2) - Troisième tour préliminaire : 2005-2006 2007-2008 - Coupe de l'EHF (C3) - Troisième tour préliminaire : 2001-2002 - Coupe des vainqueurs de coupe (C4) : - Seizième de finale : 1999-2000 | - Championnat de Belgique (3) - Premier : 1999-2000, 2000-2001, 2001-2002 - Coupe de Belgique (1) - Vainqueur : 2000 - Championnat de Belgique D2 (2) - Premier : 1991-1992, 1995-1996 |

### Section féminine
- Championnat de Belgique
  - 5e : 2012
- Championnat de Belgique D2 (3) :
  - Champion : 2010, 2014 et 2015
  - Vice-champion : 2024

## Parcours

### Parcours de l'équipe homme
| Saison    | Division 1 | Coupe de Belgique | Europe              |
| --------- | ---------- | ----------------- | ------------------- |
| 2006-2007 | 3          | ?                 | -                   |
| 2007-2008 | 8          | ?                 | C4 : 1/16 de finale |
| 2008-2009 | 8          | ?                 | -                   |
| 2009-2010 | 6          | ?                 | -                   |
| 2010-2011 | 6          | ?                 | -                   |
| 2011-2012 | 9          | ?                 | -                   |
| 2012-2013 | 9          | 1/8 de finale     | -                   |
| 2013-2014 | .          | ?                 | -                   |

1. ↑    C4=Coupe Challenge

### Parcours de l'équipe femme
| Saison    | Division   | Classement | Coupe de Belgique |
| --------- | ---------- | ---------- | ----------------- |
| 2009-2010 | Division 2 | 1          | ?                 |
| 2010-2011 | Division 1 | 9          | ?                 |
| 2011-2012 | Division 1 | 9          | ?                 |
| 2012-2013 | Division 1 | 10         | 1/8 de finale     |
| 2013-2014 | Division 2 | ?          | ?                 |

## Compétitions européennes
Le HC Eynatten-Raeren a joué, jusqu'en 2007, vingt-deux matchs en coupe d'Europe, dont six en Ligue des champions (C1), deux en Coupe des vainqueurs de coupe (C2), dix en Coupe de l'EHF (C3), quatre Coupe Challenge (C4) et.

## Rivalité
Le plus grand rival du HC Eynatten-Raeren est le KTSV Eupen du fait que se sont les deux seules équipes en communauté germanophone.

## Personnalités liées au club

### Joueurs
- Eric Wudtke, élu meilleur handballeur de l'année URBH en 2000.
- Gerrit Stavast, élu meilleur handballeur de l'année URBH en 2001
- Christoph Nienhaus, joueur de ? à 2008

### Entraineur
- Leo Roderburg : 1994-
- Willem Rietbroek : 1998-2003
- Willy Kück : 2004-2008
- Zbigniew Krzyskow : 2008-2009
- Olivier Leleux : 2009-2009
- Mariusz Kedziora : 2009-2011
- Willem Rietbroek : 2011-2012
- Bruno Thevissen : 2012-2014
- Edgar Brüls : 2014-2016
- Andreas Heckhausen : 2016-

## Galerie photo

Logo du HC Eynatten-Raeren.
Logo du HC Eynatten.